# John Sugar (Fernsehserie)
John Sugar (Originaltitel: Sugar) ist eine US-amerikanische Krimiserie des Drehbuchautors Mark Protosevich. Die Ausstrahlung der acht Folgen umfassenden ersten Staffel mit Colin Farrell, bei der Fernando Meirelles und Adam Arkin Regie führten, erfolgte im Jahr 2024 über Apple TV+.  Die Serie wird u. a. als eine genreübergreifend zeitgenössische Interpretation der Privatdetektivgeschichte beschrieben, als auch als eine "Noir-Hommage". Die Serie wurde um eine zweite Staffel verlängert.

## Handlung
In der Serie geht es um den Titel gebenden Privatdetektiv John Sugar, der in Los Angeles lebt. Kern der Serienhandlung ist der Fall über das Verschwinden von Olivia Siegel (Sydney Chandler), der Enkelin des Hollywood-Produzenten Jonathan Sigel (James Cromwell). Nachdem er zuvor einen Auftrag in Tokio erfolgreich abgeschlossen hat, übernimmt John Sugar den Fall, da die Vermisste ihn an seine Schwester erinnert. Während Jonathan Siegel sich um Olivia sorgt und nicht von einem Drogenabsturz ausgeht, erfährt John Sugar von anderen Mitgliedern der Familien weniger Kooperation oder sogar Ablehnung. In der Folge stößt Privatdetektiv Sugar im Serienverlauf auf Geheimnisse der Familie Siegel, sowohl aktuelle als auch in zurückliegende.
Im Handlungsverlauf erfährt John Sugar mitunter Unterstützung von seiner Vermittlerin (Kirby Howell-Baptiste) und stößt auch auf Geheimnisse abseits des Falls.

## Besetzung und Synchronisation
Die deutschsprachige Synchronisation entstand bei FFS Film- & Fernseh-Synchron in Berlin nach Dialogbüchern von Philip Rohrbeck und unter der Dialogregie von Stefan Ludwig.

### Hauptdarsteller
| Rollenname       | Schauspieler       | Synchronsprecher  |
| ---------------- | ------------------ | ----------------- |
| John Sugar       | Colin Farrell      | Florian Halm      |
| Ruby             | Kirby              | Flavia Vinzens    |
| Melanie Matthews | Amy Ryan           | Sabine Falkenberg |
| Bernie Siegel    | Dennis Boutsikaris | Thomas Schmuckert |
| David Siegel     | Nate Corddry       | Roland Wolf       |
| Kenny            | Alex Hernandez     | Simon Derksen     |
| Jonathan Siegel  | James Cromwell     | Friedhelm Ptok    |

### Nebendarsteller
| Rollenname    | Schauspieler        | Synchronsprecher   |
| ------------- | ------------------- | ------------------ |
| Olivia Siegel | Sydney Chandler     | Patrizia Carlucci  |
| Thomas Kinsey | Miguel Sandoval     | Kaspar Eichel      |
| Margit        | Anna Gunn           | Susanne von Medvey |
| Stallings     | Eric Lange          | Torsten Münchow    |
| Dr. Vickers   | Scott Lawrence      | Sven Brieger       |
| Henry         | Jason Butler Harner | Sven Gerhardt      |

Anmerkung:
1. ↑  Kirby Howell-Baptiste wird in den Credits mononym aufgeführt

## Produktion
Im Dezember 2021 wurde vermeldet, dass Apple TV einen Wettbewerb um die Rechte an der Serie gewonnen hatte und dass Colin Farrell dabei die Hauptrolle einnimmt. Im Juni 2022 hatte Apple TV die Genehmigung zur Produktion der Serie erteilt. Die Dreharbeiten begannen im August 2022. Diese sollten im Herbst desselben Jahres abgeschlossen sein.
Showrunner bei der Serie ist Sam Catlin. Dieser hatte als Co-Produzent bei der Serie Breaking Bad mitgewirkt.

## Episodenliste
| Nr. | Deutscher Titel              | Originaltitel              | Erstveröffentlichung USA | Deutschsprachige Erstveröffentlichung (D/A/CH) | Regie              | Drehbuch                       |
| --- | ---------------------------- | -------------------------- | ------------------------ | ---------------------------------------------- | ------------------ | ------------------------------ |
| 1   | Olivia                       | Olivia                     | 5. Apr. 2024             | 5. Apr. 2024                                   | Fernando Meirelles | Mark Protosevich               |
| 2   | Fremdkörper                  | These People, These Places | 5. Apr. 2024             | 5. Apr. 2024                                   | Fernando Meirelles | Mark Protosevich               |
| 3   | Indiskretionen               | Shibuya Crossing           | 12. Apr. 2024            | 12. Apr. 2024                                  | Fernando Meirelles | Mark Protosevich & David Rosen |
| 4   | Angst                        | Starry-Eyed                | 19. Apr. 2024            | 19. Apr. 2024                                  | Adam Arkin         | Mark Protosevich & Donald Joh  |
| 5   | Scheiß auf diese Stadt       | Boy in the Corner          | 26. Apr. 2024            | 26. Apr. 2024                                  | Fernando Meirelles | Mark Protosevich               |
| 6   | Dinge, die einfach passieren | Go Home                    | 3. Mai 2024              | 3. Mai 2024                                    | Fernando Meirelles | Donald Joh & Sam Catlin        |
| 7   | In der Ruhe liegt die Kraft  | The Friends You keep       | 10. Mai 2024             | 10. Mai 2024                                   | Adam Arkin         | Donald Joh & Sam Catlin        |
| 8   | Rosenblüten                  | Farewell                   | 17. Mai 2024             | 17. Mai 2024                                   | Fernando Meirelles | Donald Joh & Sam Catlin        |

## Rezeption
Fabian Riedner bezeichnete die Serie auf quotenmeter.de als „die größte Serien-Enttäuschung seit Jahren“ und „Zeitverschwendung“. Die Serie beginne großartig, stürze dann aber zu einer wahren Katastrophe ab. Der Zuschauer werde mit einer spannenden Kriminalgeschichte gelockt, die am Ende völlig abdrifte.
Bei Filmkritik.net sieht Nils Zehnder John Sugar als "Eine willkommene Abwechslung, ein Bekenntnis zum alten Kino und gleichzeitig ein ansatzweises Dekonstruieren der Machtverhältnisse und Intrigen Hollywoods.
Die Kritiker bei Filmdienst.de sehen die Serie als "Eine stylische Neo-Noir-Serie, die lustvoll mit Zitaten und Ausschnitten aus Klassikern des Noir-Genres arbeitet und einen soliden „Whodunit“ mit einer melancholischen Reflexion über Gewalt als Teil menschlicher Kultur verbindet. Lebhafte Figurenzeichnungen und ein verwegener Plot-Twist gegen Ende sorgen durchweg für packende Unterhaltung."